# Mistrzostwa Kazachstanu w Skokach Narciarskich 2018
Mistrzostwa Kazachstanu w Skokach Narciarskich 2018 – zawody mające na celu wyłonić mistrza Kazachstanu w skokach narciarskich, które zostały rozegrane 9 maja i 28 października 2018 na skoczniach HS66 i HS100 kompleksu Gornyj Gigant w Ałmaty. Oprócz mistrzostw seniorów, rozegrano także konkursy w ośmiu kategoriach wiekowych chłopców i dziewcząt.
Wśród mężczyzn na skoczni średniej zwyciężył Siergiej Tkaczenko, a kolejne miejsca medalowe zajęli Sabirżan Muminow oraz Nikita Diewiatkin (na starcie stanęło 15 zawodników), natomiast wśród kobiet złoty medal zdobyła Walentina Sdierżykowa, srebrny Wieronika Szyszkina, zaś brązowy Alina Tuchtajewa (do startu przystąpiło pięć skoczkiń).
28 października przeniesiono się na skocznię normalną, gdzie złoty medal zdobył Sabirżan Muminow, a na dalszych miejscach zostali sklasyfikowani Danił Wasiljew i Gleb Safonow. Tego samego dnia na tej samej skoczni rywalizowały kobiety, gdzie ponownie była najlepsza Sdzierżykowa.

## Wyniki

### Mężczyźni
| Msc.  | Zawodnik            | Rok ur. | I seria | II seria | Punkty |
| ----- | ------------------- | ------- | ------- | -------- | ------ |
| 1.    | Siergiej Tkaczenko  | 1999    | 64,0 m  | 61,0 m   | 226,0  |
| 2.    | Sabirżan Muminow    | 1994    | 60,0 m  | 60,0 m   | 213,0  |
| 3.    | Nikita Diewiatkin   | 1999    | 59,0 m  | 59,0 m   | 212,7  |
| 4.    | Nikołaj Karpienko   | 1981    | 59,0 m  | 58,0 m   | 211,8  |
| 5.    | Ibraim Abduchaliłow | 1999    | 59,5 m  | 61,0 m   | 201,0  |
| 6.    | Czingiz Rakparow    | 1995    | 56,0 m  | 58,0 m   | 200,6  |
| 7.    | Eldar Orusajew      | 1994    | 57,0 m  | 57,0 m   | 198,6  |
| 8.    | Michaił Bojko       | 2000    | 56,0 m  | 54,0 m   | 190,5  |
| 9.    | Siergiej Zyrianow   | 2000    | 55,0 m  | 53,0 m   | 181,2  |
| 10.   | Abzał Karszałow     | 1997    | 53,0 m  | 53,0 m   | 173,4  |
| . . . |                     |         |         |          |        |

| Msc. | Zawodnik            | Rok ur. | I seria | II seria | Punkty |
| ---- | ------------------- | ------- | ------- | -------- | ------ |
| 1.   | Sabirżan Muminow    | 1994    | 96,0 m  | 96,0 m   | 219,0  |
| 2.   | Danił Wasiljew      | 2004    | 89,0 m  | 88,0 m   | 198,0  |
| 3.   | Gleb Safonow        | 2001    | 91,0 m  | 84,5 m   | 194,5  |
| 4.   | Nurszat Tursunżanow | 2003    | 89,0 m  | 85,5 m   | 191,5  |
| 5.   | Ilszat Kadyrow      | 2003    | 86,5 m  | 85,0 m   | 186,0  |
| 6.   | Nikita Diewiatkin   | 1999    | 85,5 m  | 88,5 m   | 185,0  |
| 7.   | Czingiz Rakparow    | 1995    | 84,5 m  | 84,0 m   | 179,0  |
| 8.   | Daniił Głuchow      | 2000    | 81,0 m  | 84,0 m   | 168,0  |
| 9.   | Eldar Orusajew      | 1995    | 79,0 m  | 81,5 m   | 157,0  |
| 10.  | Ilja Mizernych      | 2007    | 77,0 m  | 85,0 m   | 156,5  |
| ...  |                     |         |         |          |        |

### Kobiety
| Msc. | Zawodnik              | Rok ur. | I seria | II seria | Punkty |
| ---- | --------------------- | ------- | ------- | -------- | ------ |
| 1.   | Walentina Sdierżykowa | 2001    | 59,0 m  | 63,0 m   | 220,8  |
| 2.   | Wieronika Szyszkina   | 2003    | 54,0 m  | 58,0 m   | 199,3  |
| 3.   | Alina Tuchtajewa      | 2001    | 52,0 m  | 58,0 m   | 191,5  |
| 4.   | Dajana Piecha         | 2001    | 46,0 m  | 55,0 m   | 186,4  |
| 5.   | Amina Tuchtajewa      | 2004    | 45,0 m  | 44,0 m   | 129,6  |

| Msc. | Zawodnik              | Rok ur. | I seria | II seria | Punkty |
| ---- | --------------------- | ------- | ------- | -------- | ------ |
| 1.   | Walentina Sdierżykowa | 2001    | 91,5 m  | 100,0 m  | 226,0  |
| 2.   | Wieronika Szyszkina   | 2003    | 79,0 m  | 86,5 m   | 169,0  |
| 3.   | Alina Tuchtajewa      | 2001    | 79,0 m  | 83,0 m   | 163,0  |
| 4.   | Dajana Piecha         | 2001    | 65,0 m  | 70,0 m   | 98,0   |
| 5.   | Jana Usmanowa         | 2001    | 68,5 m  | 69,0 m   | 95,5   |
| ...  |                       |         |         |          |        |